# Palais Fürstenberg (Wien)
Das Palais Hatzenberg-Fürstenberg, auch Fürstenbergisches Palais genannt, ist ein Stadtpalais im 1. Wiener Gemeindebezirk. Es befindet sich in der Inneren Stadt, Domgasse, Nummer 10 Ecke Grünangergasse, Hausnummer 4. Das Gebäude wurde in den zehner Jahren des 18. Jahrhunderts im Auftrag des Ernst Freiherr von Hatzenberg errichtet. Trotz späterer Eigentumswechsel und mehrerer Umbauten ist es großenteils noch in seinem ursprünglichen Erscheinungsbild erhalten und wurde deshalb unter Denkmalschutz gestellt.

## Geschichte
Am 18. November 1390 wurde hier zum ersten Mal ein Privathaus urkundlich erwähnt. In dem Dokument handelte es sich um einen Streit über die Ableitung von Regenwasser. Die Stadt Wien kaufte danach das Anwesen, veräußerte es aber am 14. Mai 1416 wieder.
Von der ersten Hälfte des 15. Jahrhunderts bis zum Beginn des 18. Jahrhunderts war es das Otto Weissensche Stiftungshaus für geistliche Benefiziaten. Im Jahr 1702 erwarb der kaiserliche Rat Ernst Freiherr von Hatzenberg das baufällige Haus und veranlasste dessen Abriss. An gleicher Stelle wurde mit dem Bau eines Palais’ begonnen, das 1720 fertig gestellt werden konnte. Beim ausführenden Architekten handelte es sich wahrscheinlich um Antonio Beduzzi aus Bologna, der Einfluss von Johann Lucas von Hildebrandt wird auf der am Haus angebrachten Informationstafel der Gemeinde Wien angeführt.
Im Laufe des 18. Jahrhunderts waren mehrere Adelsfamilien wie die Grafen Seilern ab 1707, die Grafen von Kuefstein ab 1723 sowie die Freiherren von Störck ab 1792 im Besitz des Anwesens. Unter deren Leitung kam es zu größeren Umbauten des Bauwerks in den Jahren 1851 bis 1869.
Als Karl Freiherr von Störck das Palais im Jahr 1873 verkauft hatte, kamen die Prinzessinnen Elisabeth und Amalia von Croÿ und ab 1882 Friedrich Landgraf von Fürstenberg in den Besitz des Hauses. Der Landgraf ließ sein neues Anwesen kurze Zeit nach dem Kauf durch den Baumeister Ernst Krombholz umfassend renovieren. Ab dem Jahr 1901 fiel das Wohnhaus, das nun nach seinem Eigentümer Fürstenberg-Palais hieß, häufig an neue Besitzer. – Im Jahr 1920 wurde die AG für internationalen Warenhandel neuer Eigentümer. Seit 1927 gehört das Palais Fürstenberg der Wirtschaftsgruppe Druck, Bezirksgruppe Ostmark, dem späteren Verband Druck & Medientechnik, und dem Hauptverband des österreichischen Buchhandels. Es erhielt den volkstümlichen Namen Österreichisches Buchgewerbehaus. Diese Bezeichnung findet sich auf den hölzernen Flügeltüren des Hauptportals.
In den Jahren 1929 bis 1931 arbeitete hier der spätere österreichische Bundeskanzler Engelbert Dollfuß als Präsident der Landarbeiter-Versicherungsanstalt für Wien, Niederösterreich und Burgenland.
Seitdem ist das Stadtpalais im Eigentum der genannten Gesellschaften. Eine letzte umfangreiche Renovierung fand in den Jahren 1980 und 1981 statt.
Es ist nicht öffentlich zu besichtigen.

## Architektur
Das Palais ist ein viergeschoßiges Bauwerk im Stil zwischen Neobarock und Neoklassizismus. Es verfügt über sieben Fensterachsen an der Hauptfront in der Grünangergasse und sechs Achsen in der Domgasse. Alle Fenster in der vierten Etage sind niedriger und schlicht quadratisch gehalten.
Ein umlaufendes Gesims unterhalb der ersten Etage gliedert die genannten Fassaden, darüber befinden sich die Fensterreihen. Oberhalb der Fenster der Beletage sind alternierend Dreieck- und Rundbogengiebel angebracht, unterhalb schmücken Rankenornamente die Fläche.
Das hohe Sockelgeschoß ist genutet, d. h. mit tiefen Nuten waagerecht markiert und mit Bossenwerk und wenigen Diamantquadern plastisch gestaltet. Baufachleute sehen es „von der römischen Palastarchitektur inspiriert“.

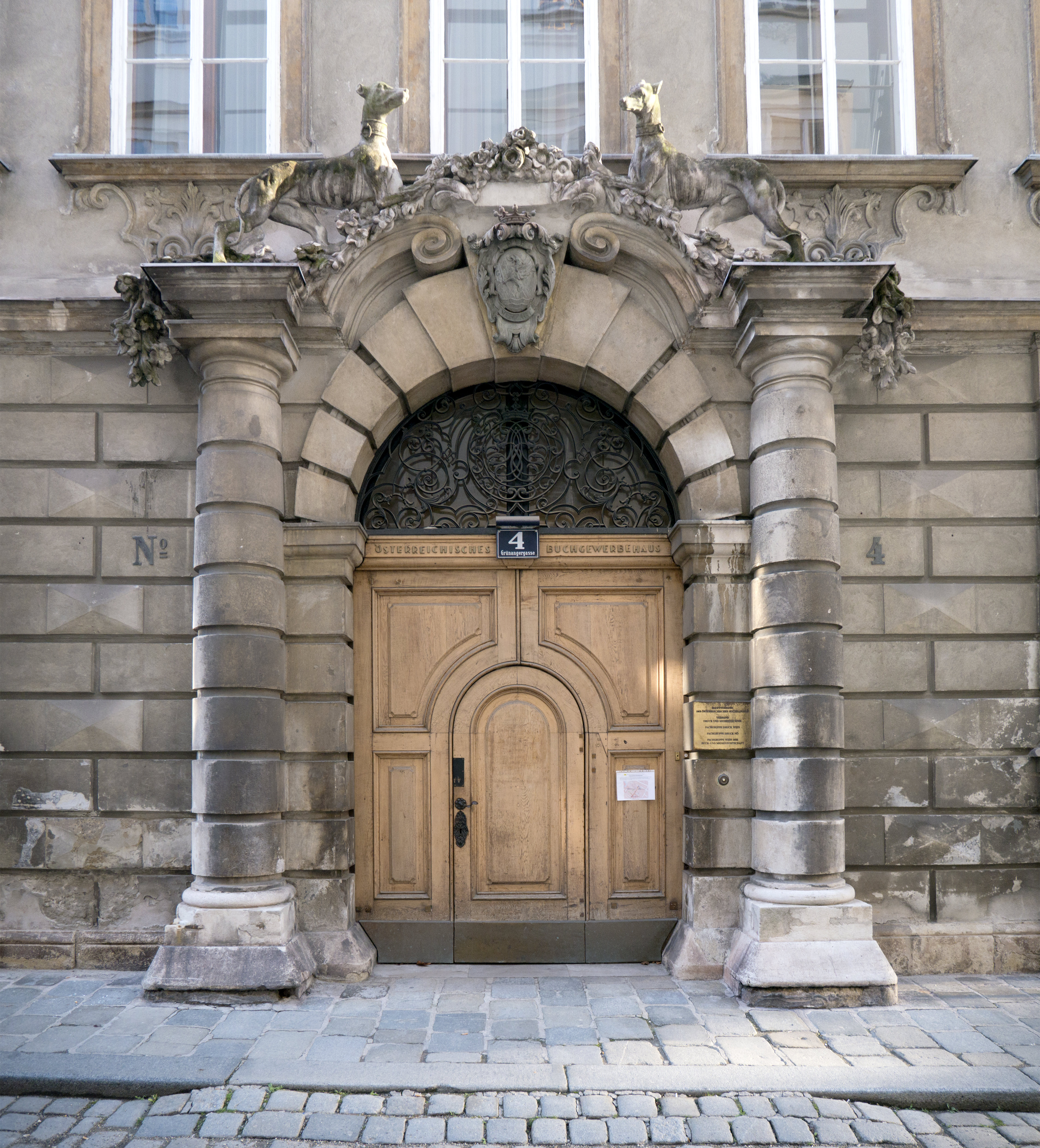
Palais Fürstenberg – Portal in der Grünangergasse

Das große Portal wird von zwei Dreiviertelsäulen im toscanischen Stil gerahmt, mit seinem Rundbogen-Eingang ist es zugleich die zentrale Achse des Bauwerks in der Grünangergasse. Über der dreiflügeligen hölzernen Tür befindet sich ein schmiedeeisernes Ziergitter im Bogenfeld. Auf den Torsäulen sind halb liegende Windhunde aus Sandstein modelliert, die die Wappentiere der Freiherren von Hatzenberg symbolisieren. Sie halten in ihren Pfoten Blumengirlanden, die über den gesamten Bogen von einer Säule zur anderen reichen. Dazwischen sind noch kleine typisch barocke Voluten zu sehen, die den Schlussstein umrahmen.
Ein weiteres Besitzerzeichen ist das Wappen des Fabrikbesitzers Ignaz Eisler von Terramare in der Kartusche über dem Torbogen, der um 1915 das Palais besaß.
Zum allseitigen Schutz verfügen die Fenster des Keller- und Erdgeschoßes über eiserne Schutzgitter.
In der Domgasse gibt es keinen weiteren Eingang in den Komplex. Drei Parterrefenster machen jedoch den Eindruck, als hätte es hier zeitweilig Nebeneingänge gegeben: sie tragen keine geschwungenen Seitenverzierungen und ihr Putz unter dem Fensterbrett ist heller.
Die Gebäudeflügel umschließen einen kleinen quadratischen Innenhof.

## Innenausstattung
Der Besucher tritt durch das beschriebene Portal in eine große Eingangshalle, die mit Stuck ausgeschmückt ist und einen Marmorkamin aufweist, über dem ein Reliefporträt von Kaiser Josef II. angebracht ist.
Das Treppenhaus ist ebenfalls mit Stuckarbeiten und einem durchbrochenen Steingeländer versehen. In den unteren Treppenpodesten stehen in schwarzen Marmornischen weiße Statuen der Götter Minerva, Merkur, Venus und Herkules. Der Bildhauer ist nicht bekannt, Fachleute stellen eine Ähnlichkeit mit Arbeiten von Georg Raphael Donner fest.
Die Decke des später zur Bibliothek umgestalteten Festsaales weist allegorische Stuckdekorationen auf. Die Bibliothek verfügt über eingepasste dunkel gebeizte Holzregale, die nicht aus der Bauzeit stammen und eine umfangreiche Büchersammlung beinhalten. Die Wand zur Fensterseite ist holzgetäfelt.
Neben dem genannten Festsaal gibt es in dem Palais ein Musikzimmer, einen Versammlungsraum und eine Bibliothek.
Fast die gesamte Innenausstattung stammt aus den 1910er Jahren.

## Ein weiteres Palais Fürstenberg in Wien
Auf der Parzelle Himmelpfortgasse 13, ebenfalls im Wiener Innenbezirk gelegen, steht das Palais Erdődy-Fürstenberg. Hier befand sich bis zum Ende des 17. Jahrhunderts das Kloster Maria porta coeli, nach welchem die Straße ihren deutschen Namen erhielt: Himmelpfortgasse. Nach der Säkularisation ging das Besitztum an die Familie Graf Aspermont, ab 1714 an die Familie Erdödy und schließlich an den Landgrafen zu Fürstenberg (Johannes Prinz und Landgraf zu Fürstenberg).